# Авсеенков
Авсеенков — хутор в Погарском районе Брянской области в составе Гетуновского сельского поселения.

## География
Находится в южной части Брянской области на расстоянии приблизительно 5 км на запад-юго-запад по прямой от районного центра города Погар.

## История
Упоминался с XVIII века в составе Погарской сотни. В середине XX века работал колхоз «Колос». В 1859 году здесь (хутор Овсеенков Стародубского уезда Черниговской губернии) было учтено 6 дворов, в 1892 — 9. На карте 1941 года отмечен был как поселение с 30 дворами.

## Население
Численность населения: 40 человек (1859 год), 112 (1892), 176 человек в 1926 году (преимущественно украинцы), 39 (русские 95 %) в 2002 году, 72 в 2010.